# Коксохимическая промышленность

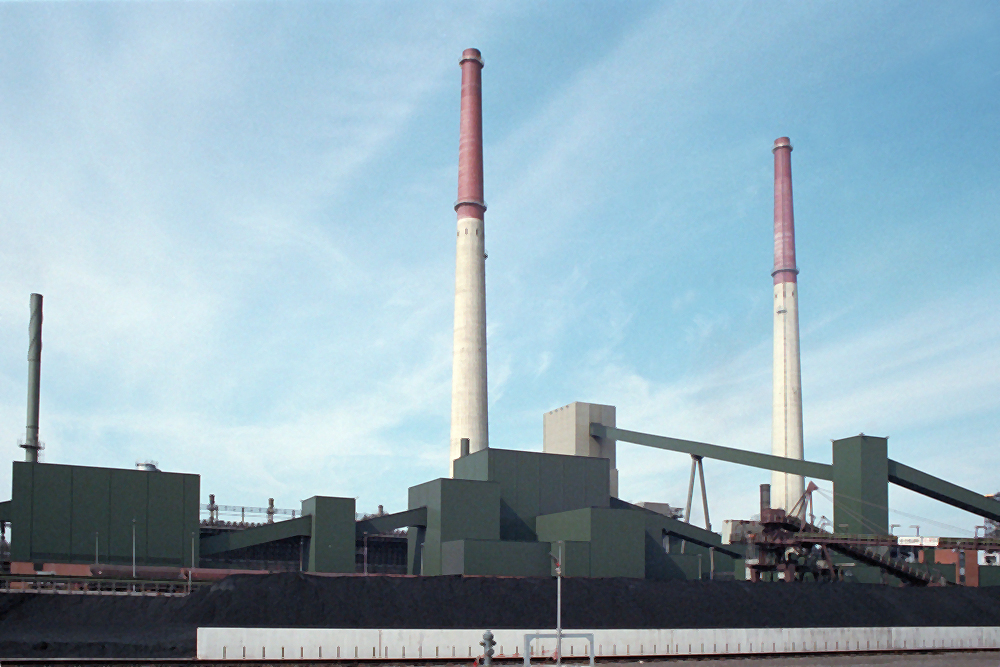
Вид на коксовый завод Кайзерштуль, Дортмунд, 1996 г.

Коксохимическая промышленность — отрасль чёрной металлургии, занимающаяся переработкой каменного угля методом коксования.
Основная продукция коксохимической промышленности (в % к общему выпуску):
- Каменноугольный кокс — 76-78 %
- Коксовый газ — 14-15 %
- Химические продукты (бензол, толуол, этилен, различные смолы, масла и пр.) — 5-6 %

Каменноугольный кокс используется в металлургии в качестве топлива в доменных и литейных производствах. Коксовый газ и другие продукты коксования служат сырьём для химических производств. На их основе выпускают различные полимеры, азотные удобрения, синтетические моющие средства, пестициды, лекарственные препараты и многое другое.

## История
Начало применения кокса при выплавке металлов, и последующее за этим их удешевление, послужило одним из факторов успеха Промышленной революции. Первая выплавка чугуна с использованием кокса в качестве топлива была произведена в Великобритании в 1735 году.
В 1830-х годах в Великобритании начали строить коксовые печи с закрытыми камерами, а в 1880-х стали появляться печи с улавливанием продуктов коксования. В это время коксохимическая промышленность из придатка металлургии начала превращаться в самостоятельную отрасль.
К 1970-м годам относится период внедрения в коксохимическое производство ресурсосберегающих технологий, автоматизации и механизации технологических процессов.
К началу 21 века начинает развиваться бескоксовая металлургия .